# Vranea Stena, Pernik
Vranea Stena (în bulgară Враня Стена) este un sat în comuna Zemen, regiunea Pernik,  Bulgaria. 

## Demografie
Componența etnică a satului Vranea Stena
     Bulgari (97,43%)
     Nicio identificare (2,56%)
     Altele (0%)
La recensământul din 2011, populația satului Vranea Stena era de 39 locuitori. Din punct de vedere etnic, majoritatea locuitorilor (97,43%) erau bulgari. Pentru 2,56% din locuitori nu este cunoscută apartenența etnică.